# 주지화
심리학에서 주지화(intellectualization)는 무의식적 갈등과 그와 관련된 정서적 스트레스(경험 또는 생각)를 회피하는 데 사용되는 경우에서의 대립을 막기 위해 이성적 사고 또는 추론이 사용되는 방어 메커니즘으로 알려져 있다. 스트레스가 많은 사건에서 감정적으로 자신을 제거하는 것이 포함될 수 있다. 주지화는 합리화, 비이성적 행위의 이성적 정당화 시도와 함께 제공될 수 있지만 다르다.
주지화는 프로이트가 기술한 방어 메커니즘중 하나이다. 프로이트는 기억에는 의식적 측면과 무의식적 측면이 모두 있으며, 주지화는 불안을 유발하지 않는 방식으로 사건을 의식적으로 분석할 수 있다고 믿었다.

## 격리
주지화는 사건과 관련된 감정을 억압함으로써 불안으로부터 보호한다. 때때로 격리(Isolation of affect)와 주지화 과정이 서로 비교가 이루어진다. 전자는 불쾌한 생각이나 사건을 감정에 좌우되지 않도록 경험할 수 있게하는 해리 반응이다. 후자는 불쾌한 생각이나 사건을 지적으로 이해할 수 있는 방식으로 개념화하려는 인지 스타일이다. 따라서 DSM-IV(TR)은 이들을 별개의 실체로 언급한다. 그것은 합리적으로 상황을 다룰 수 있게 하지만, 계속 나아가기 위해 인정되어야 할 감정의 억압을 야기할 수 있기 때문이다.

## 같이 보기
- 반동형성
- 투사(심리 투영)
- 해리